# Dorsch – Lexikon der Psychologie

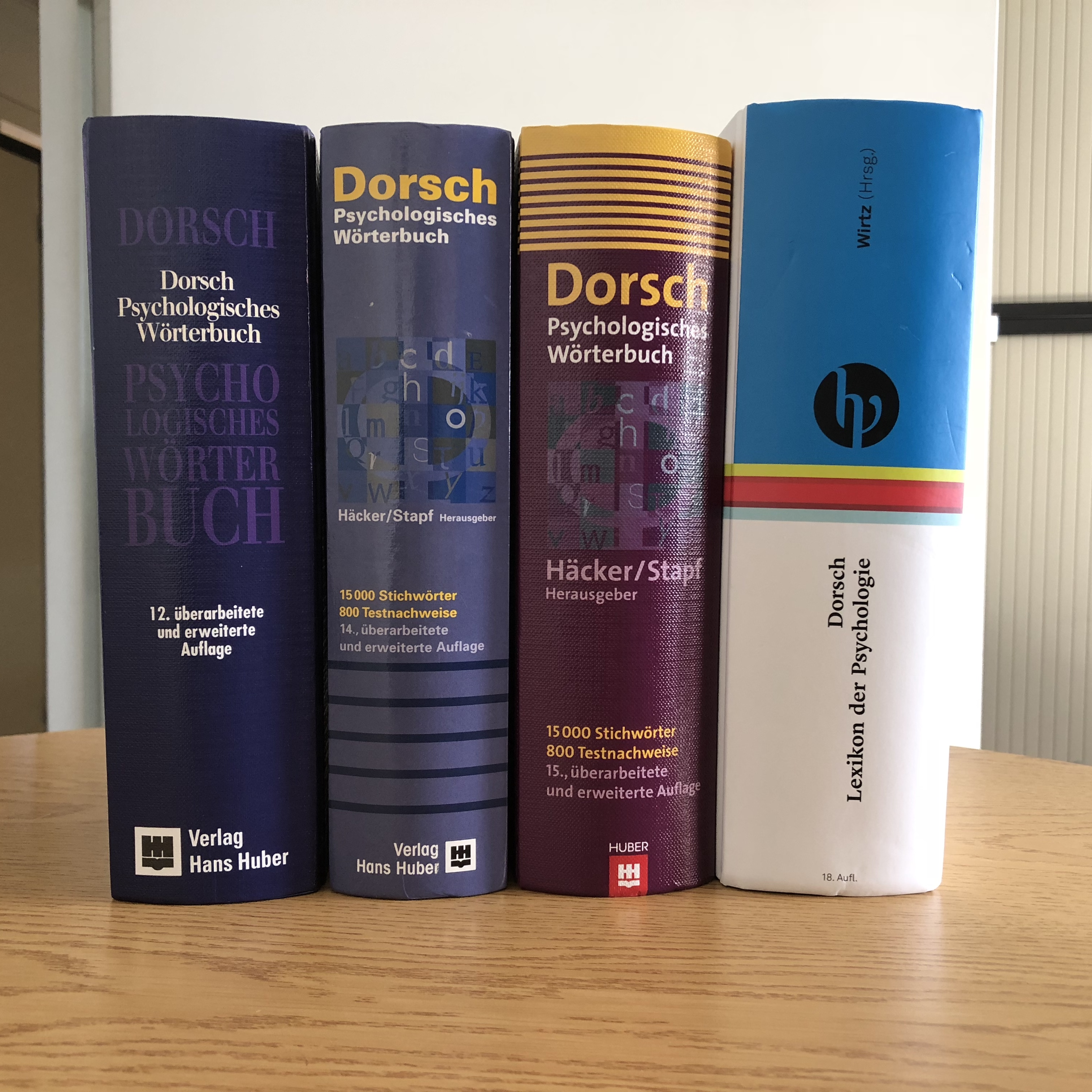
DORSCH Wörterbuch bzw. Lexikon Psychologie, diverse Auflagen

Dorsch – Lexikon der Psychologie (kurz: „Der Dorsch“) ist ein umfassendes deutschsprachiges Nachschlagewerk für Fachbegriffe der Psychologie. Es wird vom Hogrefe Verlag veröffentlicht und war bis zur 15. Auflage unter der Titelbezeichnung Psychologisches Wörterbuch erhältlich. Heute wird neben dem Buch auch eine Online-Version angeboten. Die Online-Version bietet zusätzliche Wissenschafts- und Orientierungsfunktionen, wie z. B. Zitierungshilfen (Darstellung der Zitierung im American-Psychological-Association- oder Deutsche-Gesellschaft-für-Psychologie-Zitierstil), Exportfunktionen (Exporte möglich für BibTeX, Citavi, EndNote oder Mendeley), Merklisten, Literaturverweise und Filterfunktionen.

## Geschichte
Den Grundstein für den Dorsch legte 1921 Fritz Giese (1890–1935), der als Psychologisches Wörterbuch in der Reihe „Teubners kleines Fachwörterbuch“ Band 7 (Verlag Teubner, Leipzig) auf 166 Seiten den damals noch bescheidenen Bestand von ca. 2200 psychologischen Fachbegriffen veröffentlichte. Die zweite Auflage erschien 1928, die 3. Auflage 1935.
Ab der 4. Auflage (1950) bis zur 11. Auflage (1987) wurde das psychologische Wörterbuch von Friedrich Dorsch (1896–1987), einem ehemaligen Assistenten von Giese, bearbeitet und zunächst unter dem Namen "Giese-Dorsch" (4. Auflage), dann "Dorsch-Giese" (5. Auflage), schließlich "Dorsch" herausgegeben. Ab der 6. Auflage erschien das Werk auch, ab der 9. Auflage nur noch im Verlag Hans Huber, Bern. Die 6. bis 8. Auflage wurden von Werner Traxel (1924–2009), die 10. Auflage (1976) und 11. Auflage wurden von Rudolf Bergius (1914–2004) mit herausgegeben. Von der 6. bis zur 8. Auflage gab es einen Anhang: Einführung in die mathematischen Behandlung psychologischer Probleme von Wilhelm Witte (1915–1985).
Von der 12. Auflage (1994) bis zur 15. Auflage (2009) haben Hartmut O. Häcker und Kurt-H. Stapf die Herausgeberschaft übernommen (13. Auflage 1998, 14. Auflage 2004). Sie waren noch beratende Herausgeber der 16. Auflage. Die 15. Auflage umfasste 1266 Seiten und wurde unter Mitarbeit von 15 Fachkollegen erstellt. 11000 Stichwörter, 800 Testnachweise, 145 Seiten mit ca. 5000 Literaturangaben zur Psychologie waren enthalten. Die 12. Auflage wurde ins Spanische übersetzt und erschien so bereits in zwei Auflagen. Ebenso wurde die 12. Auflage ins Portugiesische übersetzt. Diese erschien bereits in drei Auflagen.

## Aktuelle 20. Auflage (2021) – 100 Jahre – Jubiläumsausgabe
Seit der 16. Auflage (2013; 17. Auflage 2014; 18. Auflage 2017; 19. Auflage 2019) erscheint der Dorsch – Lexikon der Psychologie unter der Herausgeberschaft von Markus Antonius Wirtz parallel als Buch und als Online-Fachlexikon. Gegenwärtig wird das gedruckte Buch mit einem 30-tägigen, kostenlosen Zugang zur online Premium-Version angeboten. Eine kostenlose sg. Basis-Version steht online zur Verfügung.
Das Lexikon beinhaltet ein alphabetisches Verzeichnis der wichtigsten Begriffe (ca. 13.000) der Psychologie und ihren benachbarten Disziplinen. Die Ordnung der Inhalte erfolgt gemäß 20 zentraler psychologischer Teildisziplinen, die systematisch bearbeitet und präsentiert werden. Es ist möglich, neue Stichworte vorzuschlagen bzw. Texte einzureichen.
Für jede der Teildisziplinen werden zu Beginn definierende Gebietsüberblicke und eine Liste zentraler Begriffe präsentiert, die als sog. TOP-Stichwörter einen Einstieg in die zentralen Themen und Begrifflichkeiten der Einzelgebiete ermöglichen. Jedes Teilgebiet wird durch Gebietsexperten betreut, die Editierung der einzelnen Beiträge erfolgte durch ca. 600 gezielt ausgewählten Experten der Psychologie.
Der Bearbeitung der Teildisziplinen der Psychologie liegen folgende grundlegende Definitionen und Schwerpunkte zugrunde:
- Arbeits- und Organisationspsychologie [Gebietsexperte: Kh. Sonntag]: Beschäftigt sich mit dem arbeitsbezogenes Erleben und Verhalten von Personen in Organisationen sowie mit den Wechselbeziehungen zwischen Arbeits-, Organisations- und Marktbedingungen. Kontextbezogene Wissenschaft, die ihren Erkenntnisgewinn und gesellschaftlichen Nutzen durch die Erforschung komplexer Zusammenhänge und Wirkmechanismen in der realen Arbeitswelt erzielt. (Insbes. Geschichte, Grundlagen und Theorien; Analyse, Wirkung und Bedeutung von Arbeit; Gestaltung und Optimierung von Arbeit; Interaktion und Verhalten in Organisationen und Arbeitskontexten;Personalpsychologische Fragen)
- Biologische Psychologie und Neuropsychologie [Gebietsexperte: S. Gauggel]: Einfluss biologischer Strukturen und Prozesse (z. B. des zentralen Nervensystems) auf das menschliche Erleben und Verhalten. Rückwirkung von ps. Zuständen und Vorgängen auf biologische Strukturen und Funktionen. Während die Biologische Psychologie dabei Prozesse auf verschiedenen Ebenen (z. B. kardiovaskuläre Aktivität, vegetative Funktionen) einschließt, konzentriert sich die Neurops. vorrangig auf den Zusammenhang zwischen Gehirn (bzw. zentralem Nervensystem) und menschlichem Erleben, Denken und Verhalten. (Insbes.: Grundlegende Konstrukte, Theorien und Forschungsansätze; Neurobiologische Betrachtung zentraler Systeme der Informationsverarbeitung; Erkrankungen des Zentralnervensystems und Formen neurops. Störungen, Bio- und neurops. Diagnostik, Therapie und Rehabilitation)
- Emotionspsychologie und Motivationspsychologie [Gebietsexpertin: R.M. Puca]: Beschäftigt sich mit der Entstehung, Manifestation und Veränderung von Emotionen (bestehend aus subjektiver Erlebnis-, Verhaltens- und physiologischer Komponente) sowie deren Funktion und physiologischen Grundlagen. Analyse und Modellierung zielgerichteten Verhaltens (Richtung, Dauer und Intensität) sowie insbes. Handlungsregulation (Aufrechterhaltung zielgerichteten Verhalten und Abschirmung gegen konkurrierende Verhaltenstendenzen).
- Entwicklungspsychologie [Gebietsexpertinnen: G. Schwarzer, S. Walper]: Beschreibung und Erklärung intraindividueller Veränderungen im menschlichen Erleben und Verhalten über die gesamte Lebensspanne, von der vorgeburtlichen Entwicklung bis zum Tod. Ziel ist ein besseres Verständnis von entwicklungsbedingten Veränderungen und ggf. deren gezielte Optimierung. (Insbes. Theorien der E. und bedeutsame Mechanismen der Veränderung; Altersspezifische Besonderheiten; Ontogenetische Veränderungen zentraler Funktionsbereiche und Verhaltens-merkmale¸ Differenzielle Entwicklungsaspekte; Entwicklungsübergänge; Kontextfaktoren)
- Forschungsmethoden, Statistik und Evaluation [Gebietsexpertin: N. Döring]: Forschungsmethoden zur Gewinnung, Prüfung, kritische Rezeption und Anwendung zuverlässiger Erkenntnisse in allen ps. Disziplinen. Deskriptive und inferentielle Analyseverfahren zur Bildung und Prüfung von Theorien bzw. Hypothesen. Evaluation von Maßnahmen oder soziale Interventionsprogramme hinsichtlich aller bedeutsamen Auswirkungen auf unterschiedliche Betroffenengruppen in natürlichen Settings.
- Geschichte der Psychologie [Gebietsexperte: H. Lück]: Historische Entwicklung des sich wandelnden Forschungsgebiets, der akademischen Disziplin sowie der Berufs- und Tätigkeitsfelder. Wissenschaftsgeschichte i.S. der Fortschritte der Forschung, die Theorieentwicklung und der Wandel der Lehrmeinungen. Prägende Persönlichkeiten der Psychologie.
- Gesundheitspsychologie und Medizinische Psychologie [Gebietsexperte: J. Bengel]: Bedeutung psychischer Merkmale und Prozesse auf die Gesundheit und Krankheit des Menschen. Informationsverarbeitungs-, Bewertungs- und Entscheidungsprozesse, die für gesundheitsbezogenes Erleben und Verhalten bedeutsam sind. Medizinpsychologie als interdisziplinäres Fach, das psychologische Kenntnisse, die für die Krankenversorgung im weitesten Sinne von Bedeutung, in der Forschung erweitert und in der Lehre vermittelt. (Insbes. Modelle der Gesundheit und Krankheit; Risikenbewertung; Entscheidungsfindung; Gesundheitsbezogene Kommunikation; Verhaltensdeterminanten; Prävention).
- Klinische Psychologie und Psychotherapie [Gebietsexperte: Franz Petermann]: Erforschung, Diagnostik und Therapie der Gesamtheit aller psychischen Störungen bei Menschen. Unter pS. subsumieren sich nicht nur die auch dem Laien bekannten diagnostischen Bezeichnungen, wie z. B. Depression, Schizophrenie und Alkoholabhängigkeit, sondern auch psychische Störungsphänomene bei somatischen Erkrankungen, Verhaltensstörungen des Kindesalters sowie Persönlichkeitsstörungen. (Insbes. Organisationsprinzipien; Theorieansätze und Ziele; Forschungsorientierung; Störungsformen; Therapieformen; Bezugsdisziplinen; berufliche Anwendungsfelder; berufspolitische und -rechtliche Implikationen)
- Kognitive Psychologie [Gebietsexperte: J. Funke]: Sammelbegriff für alle diejenigen Theorien und Befunde, die erklären sollen, was den Menschen zur Erkenntnis über seine Umwelt und zum vernünftigen Umgang damit befähigt. Kognitive Prozesse werden unter dem Blickwinkel der Informationsverarbeitung betrachtet. Hierzu gehören Funktionsanalysen der Bereiche Aufmerksamkeit, Denken, Gedächtnis, Handeln, Lernen, Problemlösen, Sprache, Wahrnehmung.
- Medienpsychologie [Gebietsexperte: M. Huff]: Einfluss von Medien (technische Systeme zur Übertragung von Informationen) auf das Erleben und Verhalten von Menschen. Zentrale Forschungsfelder: Medienrezeption (Nutzung von Medien sowie Wahrnehmung und emotionale/kognitive Verarbeitung und Wirkung von Medieninhalten), medienbasierte (insbes. computervermittelte) Kommunikation, Wissenserwerb mit Medien (individuelle sowie kollaborative und kooperative Prozessen des Wissenserwerbs).
- Pädagogische Psychologie und Bildungspsychologie [Gebietsexperte: M. Hasselhorn]: Beschreibung, Erklärung und Optimierung verschiedener Erziehungs- und Bildungsprozesse befasst. Unter der Annahme eines andauernden und lebenslangen Lernens werden schulische Kontexte (z. B. Lehr- oder Unterrichtsprozessen), außerschulische Erziehungs- und Bildungsprozesse z. B. im familiären Kontext, im Kontext früher Bildung sowie im Kontext der Erwachsenenbildung betrachtet. (Insbes. Kognitive und motivationale Voraussetzungen des Lernens, Lehren und Unterrichten, Schulische Beurteilungs- und Bewertungsprozesse, Lernsituationen und Lernumwelten, Leistungsstörungen und Präventions- bzw. Interventionsansätze).
- Persönlichkeitspsychologie und Differentielle Psychologie [Gebietsexperte: J. Asendorpf]: Beschäftigt sich mit individuellen, weitgehend zeitstabilen Besonderheiten des Erlebens und Verhaltens des Menschen (= seiner Persönlichkeit). Eine explizite Unterteilung in „Persönlichkeitspsychologie“ (als Lehre der Struktur der menschlichen Persönlichkeit und ihrer Einzigartigkeit) und „Differentielle Psychologie“ (als Beschreibung und Erklärung interindividueller Unterschiede in verschiedenen Bereichen des Erlebens und Verhaltens) wird nicht vorgenommen, weil die Einzigartigkeit der Persönlichkeit nur durch den Vergleich mit anderen Menschen des gleichen Alters deutlich wird. (Insbes. Grundlagen und theoretische Perspektiven der Persönlichkeit; Persönlichkeitsbereiche und grundlegende Dimensionen interindividueller Unterschiede; Interindividuelle Unterschiede, Geschlechtsunterschiede und Persönlichkeit im Kulturvergleich)
- Philosophie und Wissenschaftstheorie [Gebietsexperte: V. Gadenne]: Beschäftigt sich mit philosophischen Annahmen, die z. B. Grundlagen empirischer Forschung, die Eigenart psychologischer Gesetze, die Beziehung zwischen Geist und Gehirn, die Natur des Bewusstseins sowie die Willensfreiheit betreffen. Wissenschaftstheorie ist eine Teildisziplin der Philosophie, die sich mit den Fragen der Erkenntnisgewinnung in den Wissenschaften beschäftigt. (Insbes. : Logik; Hypothesen und Gesetze; Operationalisierung; Kausalität; Bestätigung und Falsifikation; Forschungsprozess)
- Psychologische Diagnostik [Gebietsexperte: F. Petermann]: Ist eine zentrale angewandte Querschnittsdisziplin der PS., die die regelgeleitete Sammlung und Verarbeitung von gezielt erhobenen Informationen, die für die Beschreibung und Prognose menschlichen Erlebens und Verhaltens bedeutsam sind, beinhaltet. Die Diagnostik psychologischer Merkmale dient i. d. R. der Beantwortung einer Fragestellung und ist in einen Entscheidungsfindungsprozess eingebunden. (Insbes. Methoden und Datenquellen; Zielsetzungen; Formen der Diagnostik; Gütekriterien; über 700 Beschreibungen ps. Testverfahren)
- Psychopharmakologie [Gebietsexperte: G. Gründer]: Beschäftigt sich den Wirkungen von Arzneimitteln auf Denken, Stimmung und Handeln des Menschen. Neuropharmakologie analysiert die Effekte von Medikamenten auf Nervenzellen. Neuropsychopharmakologie integriert beide Sichtweisen, indem Wirkungen von Arzneimitteln auf Nervenzellen mit dem Ziel beforscht werden, gestörte Funktion im Rahmen von psychischen Erkrankungen zu beeinflussen. (Insbes. Neuroanatomie, -physiologie und -biochemie; Neurobiologie psychischer Störungen; Klinische Methoden/Untersuchungsverfahren; (Einteilung von) Psychopharmaka)
- Rechts- und Forensische Psychologie [Gebietsexpertin: R. Volbert]: Gegenstandsbereiche, die eine Interaktion rechtlicher und psychologischer Problemstellungen beinhalten. Eine Psychologie im Recht zielt darauf ab, Fragen des Rechts an die Ps. zu beantworten, ohne dass die rechtlichen Ziele selbst Gegenstand der Analyse sind. Eine Psychologie des Rechts unterzieht dagegen das Recht selbst einer kritischen Betrachtung unter ps. Perspektive. Forensische Psychologie: Begutachtungskunde; Kriminalpsychologie: Lehre von den Erscheinungsformen und der Entstehung von Verbrechen.
- Sozialpsychologie und Kommunikationspsychologie [Gebietsexperte: H.-W. Bierhoff]: Sozialpsychologie beschäftigt sich damit, zu verstehen und zu erklären, wie die Gedanken, Gefühle und das Verhalten von Individuen durch die wirkliche, vorgestellte oder implizierte Anwesenheit anderer beeinflusst wird. (Insbes.: Selbst und Persönlichkeit; Soziale Motive; Soziale Kognition; Soziale Einstellungen und Emotionen; Soziale Gruppenprozesse.). Kommunikation ist ein Mittel wechselseitigen Austauschs und wechselseitiger Steuerung. Neben Kommunikationsmodellen sind kommunikationspsychologisch vor allem motivationale, emotionale und soziale Aspekte von Bedeutung.
- Sprachpsychologie [Gebietsexpertin: P. Zwitserlood]: Teilbereich der Kognitiven Psychologie, der sich mit der Beschreibung und Erklärung der an Sprachverarbeitung beteiligten Prozesse und Wissensrepräsentationen befasst. Wichtigste Teilbereiche: Sprachproduktion (Sprechen, Schreiben, Gebärden), Sprachwahrnehmung (Hören, Lesen), Spracherwerb sowie Sprach-störungen. Sprachpsychologie (meist synonym: Psycholinguistik) unterscheidet sich von der allgemeinen Sprachwissenschaft (Linguistik), welche die formale Struktur und die Einheiten der Sprache beschreibt.
- Wahrnehmungspsychologie [Gebietsexperte: J. Müsseler]: Teilbereich der Kognitiven Psychologie, der sich damit beschäftigt, wie die Informationen unserer physikalischen Umwelt (distaler Reiz) von unseren Sinnesrezeptoren (proximaler Reiz) aufgenommen und kognitiv verarbeitet werden, wie also der Wahrnehmungseindruck entsteht, der unser Erleben und Verhalten maßgeblich beeinflusst. (Insbes. elementare Enkodierungsprozesse (frühe Verarbeitung); Objektidentifizierung und -kategorisierung; Bewegungs- und Tiefenwahrnehmung;Intermodale Integration; Wahrnehmungs-Handlungs-Zyklus).
- Wirtschaftspsychologie (neu ab der 17. Auflage) [Gebietsexperte: K. Moser]: Themen, die sich nicht mit der Produktionsseite, sondern mit der Konsumtionsseite befassen.